# Liste der Minister für Präsidentschaftsangelegenheiten Namibias
Dies ist eine Liste der Minister für Präsidentschaftsangelegenheiten Namibias (englisch Minister of Presidential Affairs bzw. Minister in Presidency). Das Amt wurde 2005 geschaffen und schloss bis 2015 die Funktion des Attorney-General ein.

## Minister
| Nr.                                                                           | Foto                                                                          | Name                                                                          | Lebensdaten                                                                   | Partei                                                                        | Kabinett                                                                      | Amtszeit (Beginn)                                                             | Amtszeit (Ende)                                                               |
| Minister für Präsidentschaftsangelegenheiten Minister of Presidential Affairs | Minister für Präsidentschaftsangelegenheiten Minister of Presidential Affairs | Minister für Präsidentschaftsangelegenheiten Minister of Presidential Affairs | Minister für Präsidentschaftsangelegenheiten Minister of Presidential Affairs | Minister für Präsidentschaftsangelegenheiten Minister of Presidential Affairs | Minister für Präsidentschaftsangelegenheiten Minister of Presidential Affairs | Minister für Präsidentschaftsangelegenheiten Minister of Presidential Affairs | Minister für Präsidentschaftsangelegenheiten Minister of Presidential Affairs |
| ----------------------------------------------------------------------------- | ----------------------------------------------------------------------------- | ----------------------------------------------------------------------------- | ----------------------------------------------------------------------------- | ----------------------------------------------------------------------------- | ----------------------------------------------------------------------------- | ----------------------------------------------------------------------------- | ----------------------------------------------------------------------------- |
| 01                                                                            |                                                                               | Albert Kawana                                                                 | 1956–                                                                         | SWAPO                                                                         | Pohamba I                                                                     | 2005                                                                          | 2010                                                                          |
| 01                                                                            | Pohamba II                                                                    | Albert Kawana                                                                 | 1956–                                                                         | SWAPO                                                                         | 2010                                                                          | 2015                                                                          |                                                                               |
| 02                                                                            |                                                                               | Frans Kapofi                                                                  | 1953–                                                                         | SWAPO                                                                         | Geingob I                                                                     | 2015                                                                          | 2018                                                                          |
| 03                                                                            |                                                                               | Immanuel Ngatjizeko                                                           | 1952–2022                                                                     | SWAPO                                                                         | Geingob I                                                                     | 2018                                                                          | 2018                                                                          |
| 04                                                                            |                                                                               | Martin Andjaba                                                                | 1957–                                                                         | SWAPO                                                                         | Geingob I                                                                     | 2018                                                                          | 2020                                                                          |
| 05                                                                            |                                                                               | Christine ǁHoebesKlicklaut                                                    | 1968/69–                                                                      | SWAPO                                                                         | Geingob II Mbumba                                                             | 2020                                                                          | 2025                                                                          |